# Eklekticizem v arhitekturi
Eklekticizem v arhitekturi je slog 19. in 20. stoletja, v katerem en kos dela vključuje mešanico elementov preteklih zgodovinskih slogov, da bi ustvarili nekaj, kar je novo in originalno. V arhitekturi in pri notranji opremi so lahko ti elementi strukturne značilnosti, pohištvo, dekorativni motivi, poseben zgodovinski ornament, tradicionalni kulturni motivi ali slogi iz drugih držav, z mešanico običajno izbrani na podlagi njene primernosti za projekt in splošno estetsko vrednost.

## Zgodovina
Eklekticizem je prišel v prakso v poznem 19. stoletju, kot so arhitekti iskali slog, ki bi omogočil, da ohranijo prejšnji zgodovinski precedens, toda ustvarijo še ne videne modele. Iz popolnega kataloga preteklih slogov, do bili sposobni pomešati in kombinirati sloge z bolj izraženo svobodo, pod pogojem neizčrpnega vira navdiha. Medtem ko so drugi strokovni oblikovalci (revivalisti) imeli za cilj natančno posnemati pretekle sloge, se je eklekticizem razlikoval, saj glavna gonilna sila ustvarjanja ni bila nostalgija  ampak želja po originalnosti modelov.

### Evropa
Eklektična arhitektura se je prvič pojavila po vsej celinski Evropi v takratnih državah, kot so Francija, Anglija in Nemčija, kot odgovor na naraščajoči pritisk med arhitekti, da bi imeli več izrazne svobode nad svojim delom.
Ecole des Beaux-Arts v Parizu, velja za eno prvih strokovnih arhitekturnih šol, ki je usposabljala študente na strog in akademski način, jih opremila z veščinami in strokovnim prestižem. Učitelji na École so bili med vodilnimi arhitekti v Franciji in ta nova metoda poučevanja je bila tako uspešen, da je pritegnila študente iz vsega sveta. Veliko diplomantov je postalo pionirjev gibanja in so uporabili svoje Beaux-Arts usposabljanje kot osnovo za novo eklektično oblikovanje.
Medtem ko je bila uporaba tega sloga arhitekture razširjena (in bi ga lahko videli v številnih mestnih hišah, zgrajenih v tistem času), eklekticizem v Evropi ni dosegel enake ravni navdušenja, kot ga je dosegel v Ameriki, kot se domneva, da je prisotnost stare, avtentične arhitekture, zmanjšala privlačnost zgodovinskega posnemanja v novih zgradbah.

### Severna Amerika
Konec 19. stoletja je nastal velik premik v ameriški arhitekturi. Arhitekti izobraženi na École des Beaux-Arts v Parizu, kot sta Richard Morris Hunt in Charles Follen McKim sta bila odgovorna za prenos beaux-arts iz Evrope, kar je bil temelj eklektične arhitekture v Ameriki. V času vse večje blaginje in komercializacije, je bilo veliko naročenih veliko eklektičnih zgradb v velikih mestih po vsej državi. Slog je uspeval, saj je predstavil zgodovinske značilnosti, prej videne le v aristokratski arhitekturi evropskih držav, kot so Združeno kraljestvo in Francija, kar je prispevalo k bogatejšemu pomenu kulture in zgodovine v Ameriki. V primeru Hunta in mnogih drugih eklektičnih arhitektov, mu je njegovo "značilno, eklektično stališče" omogočilo slogovno izbiro, ki je temeljila na katerem koli primeru za posamezen projekt ali stranko. Ta fleksibilnost pri prilagajanju in prosta mešanica slogov je ponujala eklektičnim oblikovalcem večjo privlačnost za stranke.
Oblikovanje nebotičnikov in drugih večjih javnih prostorov, kot so cerkve, sodne palače, mestne dvorane, javne knjižnice in kinodvorane, je pomenilo, da eklektično oblikovanje ni več samo za člane visoke družbe, ampak je bilo dostopno tudi širši javnosti. Medtem ko so nekatere od teh stavb od takrat že porušili, so projekti, ki so ostali iz tega obdobja še vedno pomembni, celo med najbolj pomembnimi objekti v Ameriki.

### Razširjenost
Nekateri najbolj ekstremni primeri eklektičnega oblikovanja je bilo mogoče videti na krovu čezoceank (v tistem času primarna oblika čezoceanskega prometa). Razkošna notranjost je bila izdelana z mešanico tradicionalnih slogov v poskusu, da olajša nelagodje mesecev na ladji in ustvari iluzijo veličastja.
V istem času so se takšna plovila uporabljala za prevoz kolonistov na nerazvita območja sveta. Kolonizacija teh območij je še dodatno razširila eklektično arhitekturo zahodnega sveta, kot so kolonisti na novo zgradili objekte, pogosto v značilno rimskem klasicizmu ali z gotskimi motivi.
V manjši meri se je eklekticizem pojavil po Aziji z japonskimi in kitajskimi arhitekti, ki so se usposabljali na ameriški Beaux-Arts šoli in se vrnili da izvajajo eklektično oblikovanje po vsej Aziji, kot sta Japonska banka (1895) ali Tokijska železniška postaja (1914), arhitekta Kingo Tatsuno.

### Kritičen sprejem
Za slog, ki ponuja tako veliko ustvarjalno svobodo in nima določenih pravil, je bilo jasno, da  tvega ustvarjanje neuspešnega oblikovanja. Projekti, ki niso bili harmonična mešanica različnih slogov, je bila predmet kritike strokovnjakov, zlasti tistih, ki so bili proti gibanju.

### Upad
Navdušenje za zgodovinsko posnemanje se je začelo zmanjševati leta 1930 in eklekticizem je bil ukinjen iz učnih načrtov oblikovalskih šol, v korist novega sloga. Premik v smeri modernizma je bil pomemben, saj je bilo videti po mnenju mnogih kot avantgarda, nove tehnologije in materiali pa so omogočali večjo inovativnost. Kljub odmiku od eklekticizma, je doba še vedno zgodovinsko pomembna, saj je "ponovno odprla vrata inovacijam in novim oblikam" v arhitekturi v naslednjih letih.

## Notranja dekoracija
Dvig eklektične arhitekture je ustvaril potrebo po oblikovalcih notranje opreme, ki so imeli znanje, razumevanje in poznavanje preteklih zgodovinskih slogov, da bi proizvedli ustrezno spremljevalno notranjost. To je povzročilo nastanek oblikovalca notranje opreme kot poklica.
Eklekticizem je način opremljanja stanovanja, kjer se prepletajo slogi različnih časovnih obdobij (sodobno, retro, klasika, stilno pohištvo), etnični slogi (afriški, mediteranski, arabski, skandinavski, orientalski), različne barve, vzorci, materiali in teksture, na način, ki se na prvi pogled zdi nemogoč. Seveda je velika spretnost sestaviti tako različne elemente v homogeno celoto, ki sestavlja prijeten in udoben bivalni prostor.
Medtem ko so bile stranke teh zgodnjih dekoraterjev izključno iz bogatih družin in podjetij, so bila njihova dela redno prikazana v številnih publikacijah in revijah. Objava razkošne notranjosti teh čudovitih domov je pomagala širiti eklektični slog srednjega razreda in manj ekstravagantna imitacija ali vgraditev podobnih dekorativnih elementov je postala zaželena lastnost. Estetske preference so se gibale od regije do regije.

## Sodobni okvir
V sodobni družbi so stili, ki črpajo iz različnih kulturnih in zgodovinskih slogov ohlapno opisani kot "eklektični", čeprav se na eklektično arhitekturo v literaturi in medijih običajno sklicuje za zgradbe, narejene v eklektičnem gibanju poznega 19. in zgodnjega 20. stoletja.

## Arhitekti

### Francija
Achille-Jacques Fédel, Charles Garnier, Gabriel Davioud, Paul Abadie, Charles Duval, Charles de Lalande, Louis Pommeraye

### Nemčija
Ernst von Ihne, Karl Weissbach

### Belgija
Henri Beyaert, Émile Janlet, Joseph Poelaert, Benjamin De Lestré de Fabribeckers

### Rusija
Alfred Parland, Alexandre Kaminski, Constantin Thon, Andreï Stackenschneider

### Nizozemska
Pierre Cuypers

### Slovenija
Ciril Metod Koch